# Lyndon B. Johnson
Lyndon Baines Johnson eller  LBJ (født 27. august 1908, død 22. januar 1973) var en amerikansk politiker, som var USA's 36. præsident fra 1963 til 1969 valgt for Demokraterne. Han var senator, kongresmedlem, John F. Kennedys vicepræsident, og han overtog præsidentposten efter mordet på Kennedy den 22. november 1963.
Han blev født syd for Austin i staten Texas som søn af Samuel E. Johnson og Rebekah Baines. Hans far sad i det texanske repræsentanternes hus i 10 år. Alligevel voksede han op under meget trange kår.
Hans politiske karriere begyndte som sekretær for kongresmedlem Richard Kleberg i 1931. Efter fire år som sekretær blev han udnævnt til leder af Texas' afdeling af the National Youth Administration (NYA) under præsident Franklin D. Roosevelts New Deal. Han var 27 år gammel og blev den yngste statsadministrator for the National Youth Administration.
I 1937 vandt han over flere erfarne kandidater i kampen om at repræsentere Texas' tiende distrikt. Han repræsenterede det de næste 11 år.
I 1941 forsøgte han at vinde plads i Det Amerikanske Senat mod guvernør Wilbert Lee "Pappy" O'Daniel, og fik støtte fra en række prominente fra Texas i Washington D.C. som formanden for Repræsentanternes Hus Sam Rayburn. Johnson tabte valget med 1.311 stemmer. I 1948 forsøgte han igen at få plads i senatet nu mod tidligere guvernør Coke Stevenson. Lyndon B. Johnson vandt med 87 stemmer. Han blev senere anklaget for at have snydt sig til sejren. En anklage der efter al sandsynlighed var korrekt.
Han sad i senatet i 12 år til 1960 og var fra 1954 flertalsleder for Demokraterne. Han stod i 1957 bag den første borgerrettighedslov i næsten 100 år, der søgte at gøre det muligt for det sorte mindretal i Syden at stemme.
I 1960 forsøgte han at blive Demokraternes præsidentkandidat, men blev slået af John F. Kennedy. Han blev i stedet hans vicepræsident. Han spillede kun en beskeden rolle i de første tre år af Kennedys administration. I november 1963 blev han præsident efter Kennedys død.
Op mod valget i 1964 gennemførte han Kennedys borgerrettighedslov og en beskatningsændring, som havde været strandet i Den Amerikanske Kongres. Han fik gennemført en række centrale sociale lovforslag under overskriften "The Great Society".
Han blev genvalgt i 1964. Han vandt over den Republikanske kandidat Barry Goldwater med de fleste stemmer, en præsident har fået i USA's historie . Efter valget gik det langsomt men sikkert ned ad bakke med Lyndon B. Johnsons popularitet på grund af hans engagement i Vietnamkrigen. 
Lyndon B. Johnson stillede ikke op til valget i 1968 for at få afsluttet Vietnamkrigen. Her genopstillede Richard Nixon mod Hubert H. Humphrey og vandt.